# World Tour w siatkówce plażowej 1994
World Tour w siatkówce plażowej 1994 składał się z 12 turniejów, po sześć dla mężczyzn i kobiet. W Petersburgu w Rosji odbył się turniej Goodwill Games, który wchodził w skład głównych rozgrywek World Tour. Turnieje finałowe odbyły się w brazylijskim Rio de Janeiro.

## Zawody

### Mężczyźni
| Turniej                                               | 1 miejsce                     | 2 miejsce                               | 3 miejsce                               | 4 miejsce                       |
| ----------------------------------------------------- | ----------------------------- | --------------------------------------- | --------------------------------------- | ------------------------------- |
| Goodwill Games Petersburg, Rosja 23 - 28 lipca        | Jan Kvalheim Bjørn Maaseide   | Carlos Briceno Jeff Williams            | Sinjin Smith Bruk Vandeweghe            | Andy Burdin Julien Prosser      |
| French Open Marsylia, Francja 26 - 31 lipca           | Jan Kvalheim Bjørn Maaseide   | Jean-Philippe Jodard Christian Penigaud | Carlos Briceno Jeff Williams            | Jörg Ahmann Axel Hager          |
| Japan Open Enoshima, Japonia 4 - 7 sierpnia           | Roberto Lopes Roberto Moreira | Carlos Briceno Jeff Williams            | Jan Kvalheim Bjørn Maaseide             | Eduardo Garrido Roberto Moreira |
| Puerto Rico Open Carolina, Portoryko 17 - 21 sierpnia | Roberto Lopes Roberto Moreira | Sinjin Smith Bruk Vandeweghe            | Jean-Philippe Jodard Christian Penigaud | Eduardo Garrido Roberto Moreira |
| Brazil Open Fortaleza, Brazylia 1 - 4 września        | Roberto Lopes Franco Neto     | Jan Kvalheim Bjørn Maaseide             | Rogério Ferreira Guilherme Marques      | Sinjin Smith Bruk Vandeweghe    |
| Brazil Open Rio de Janeiro, Brazylia 16 - 19 lutego   | Andre Gomes Carlos Loss       | Zé Marco de Melo Emanuel Rego           | Roberto Lopes Franco Neto               | Carlos Briceno Jeff Williams    |

### Kobiety
| Turniej                                               | 1 miejsce                       | 2 miejsce                              | 3 miejsce                              | 4 miejsce                              |
| ----------------------------------------------------- | ------------------------------- | -------------------------------------- | -------------------------------------- | -------------------------------------- |
| Goodwill Games Petersburg, Rosja 23 - 28 lipca        | Karolyn Kirby Liz Masakayan     | Mônica Rodrigues Adriana Samuel        | Barbra Fontana Lori Forsythe           | Isabel Barroso Salgado Roseli Ana Timm |
| Japan Open Osaka, Japonia 4 - 7 sierpnia              | Barbra Fontana Lori Forsythe    | Isabel Barroso Salgado Roseli Ana Timm | Karolyn Kirby Liz Masakayan            | Sachiko Fujita Yukiko Takahashi        |
| Puerto Rico Open Carolina, Portoryko 19 - 21 sierpnia | Gail Castro Kehl Elaine Roque   | Mônica Rodrigues Adriana Samuel        | Isabel Barroso Salgado Roseli Ana Timm | Adriana Behar Magda Lima               |
| Brazil Open Santos, Brazylia 17 - 20 listopada        | Mônica Rodrigues Adriana Samuel | Karolyn Kirby Liz Masakayan            | Isabel Barroso Salgado Roseli Ana Timm | Barbra Fontana Lori Forsythe           |
| Chile Open La Serena, Chile 9 - 12 lutego             | Sandra Pires Jackie Silva       | Karolyn Kirby Deb Richardson           | Barbra Fontana Lori Forsythe           | Lisa Arce Christine Podraza            |
| Brazil Open Rio de Janeiro, Brazylia 2 - 5 marca      | Sandra Pires Jackie Silva       | Mônica Rodrigues Adriana Samuel        | Karolyn Kirby Deb Richardson           | Adriana Behar Magda Lima               |